# Cyrebia anachoreta
Cyrebia anachoreta là một loài bướm đêm trong họ Noctuidae.